# 東秦州
东秦州是五胡十六国、南北朝的州。
夏国昌武元年（418年）在杏城（今陕西省黄陵县西南十里故邑）设置秦州，下辖长城郡、中部郡。真兴二年（420年）改秦州为东秦州。承光三年（427年）北魏夺取后。废除东秦州。北魏太和十五年（491年）再置东秦州，治所还在杏城镇，後改为中部县。领中部郡、鄜城郡。辖境相当今陕西黄陵县、宜君县、洛川县、富县、甘泉县及黄龙县北部地区。魏孝明帝孝昌二年（526年）改名北华州。
北魏初于汧源县（今陕西陇县东南三里汉汧县故城）置陇东郡，魏孝明帝正光三年（522年）分泾州、岐州之地，兼置东秦州，治所在汧城。辖境相当今陕西陇县、千阳县、宝鸡市等地。孝昌三年（527年）被万俟丑奴占据。永熙元年（532年）于陇东郡汧阴县（今陇县城南八里）复置东秦州，并置汧阴县为州治。辖境约当今陕西省陇县一带。领陇东郡、安夷郡、汧阳郡三郡。西魏废帝三年（554年）改名陇州。